# Dampfbahn Furka-Bergstrecke
La Dampfbahn Furka-Bergstrecke (in italiano ferrovia a vapore della linea di valico della Furka),  è una ferrovia turistica della Svizzera, a scartamento metrico e a cremagliera, che utilizza il vecchio tracciato montano dismesso tra Realp e Oberwald della ferrovia del Furka-Oberalp.
Il tracciato era stato dismesso in seguito all'apertura della galleria di base della Furka ma rimesso in servizio, a tratte successive, a cura di una associazione di feramatori costituitasi in società senza fini di lucro nel 1987 come Dampfbahn Furka-Bergstrecke AG e assumendone anche l'esercizio.

## Storia
Nel 1981, la tratta sommitale della Furka, parte del tracciato della ferrovia del Furka-Oberalp, venne dismessa in seguito al potenziamento e all'apertura del nuovo tracciato di base comprendente la galleria.
La tratta da Realp, nel cantone di Uri, a 1538 m s.l.m., utilizzava la cremagliera per raggiungere Tiefenbach a 1846 m e il passo della Furka, il culmine della linea, a 2160 m. La parte sommitale veniva attraversata in tunnel (lungo 1874 m), ad aderenza normale. Allo sbocco di questo, a 2118 m, esisteva la stazione di Muttbach-Belvedere da cui una sezione a cremagliera discendeva a Gletsch, a 1757 m, raggiungendo poi Oberwald nel cantone Vallese a 1366 m. 
La tratta era lunga complessivamente 18 km. La rampa più ripida raggiungeva il 118 ‰ , superato con cremagliera tipo Abt, e il 35 ‰ sulle parti ad aderenza naturale. Il problema principale era costituito dal pericolo frequente di valanghe che imponeva la sospensione invernale dell'esercizio.
La chiusura della caratteristica tratta ne prevedeva lo smantellamento successivo ma un'associazione amatoriale di amici della ferrovia dal nome Verein Furka-Bergstrecke si interessò fattivamente per il salvataggio costituendosi poi in società senza fini di lucro; nacque così la Dampfbahn Furka-Bergstrecke AG con lo scopo di riaprire la linea. Dopo i necessari lavori di ripristino e adattamento venne riaperta utilizzando materiale di varia provenienza e successivamente acquistando, mediante fondi provenienti da donazioni e raccolte e da collocamento di azioni societarie, un certo numero di rotabili d'epoca caratteristici tra cui le locomotive a vapore HG 2/3 nº6 e HG 3/4 rimesse in servizio dopo il restauro nel 1993. Una terza locomotiva venne messa a disposizione dalla Matterhorn-Gotthard-Bahn  e restaurata nel 2006.

### La ripresa del servizio
- 1992, attivata la sezione Realp-Tiefenbach;
- 1992, attivazione della stazione precedente il tunnel sommitale in corso di consolidamento;
- 2001, attivato il servizio tra Realp e Gletsch.
- 2010, attivazione piena tra Oberwald e Realp.

Il servizio si svolge generalmente tra metà giugno e fine settembre.

## Caratteristiche

### Percorso

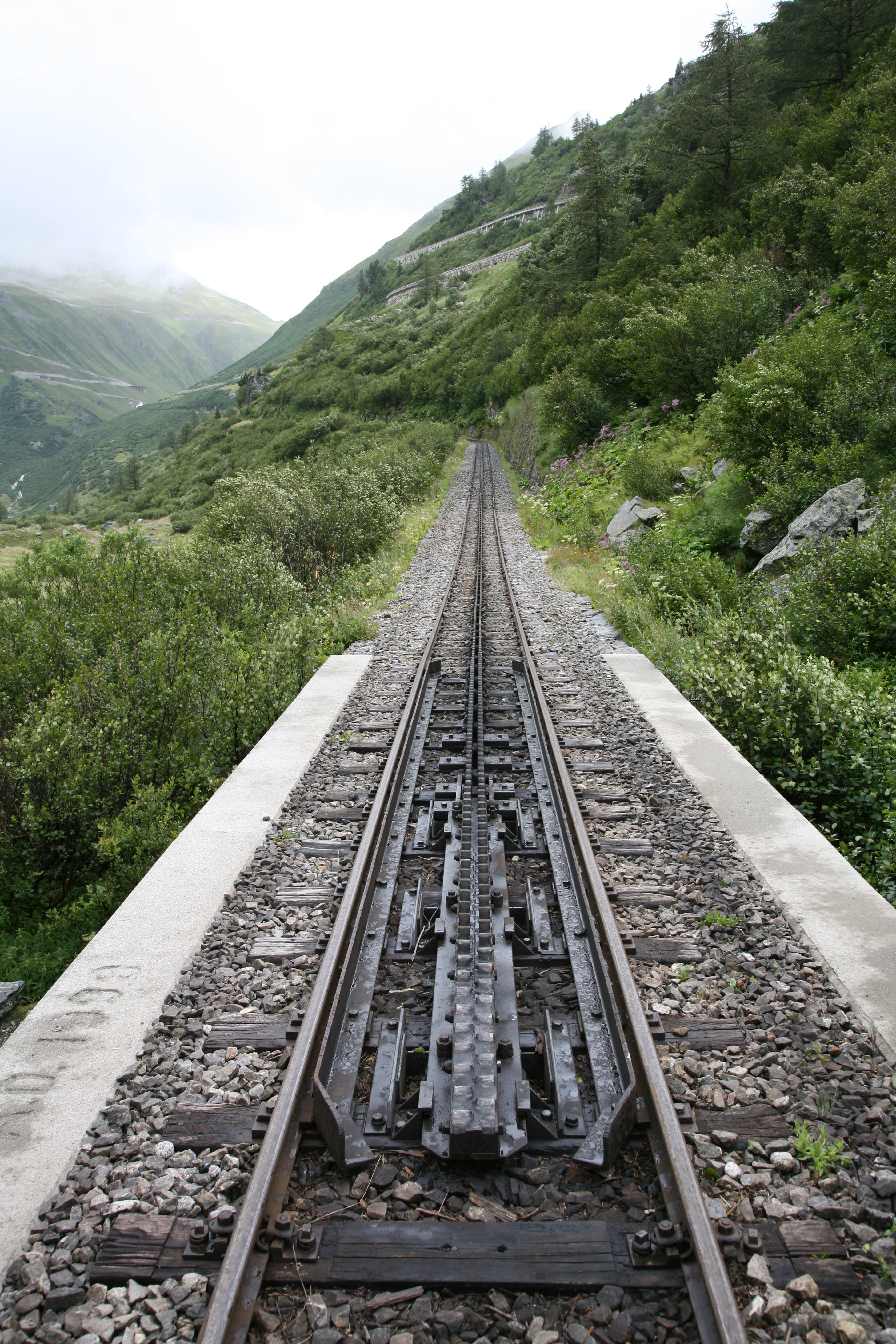
Imbocco della cremagliera Abt

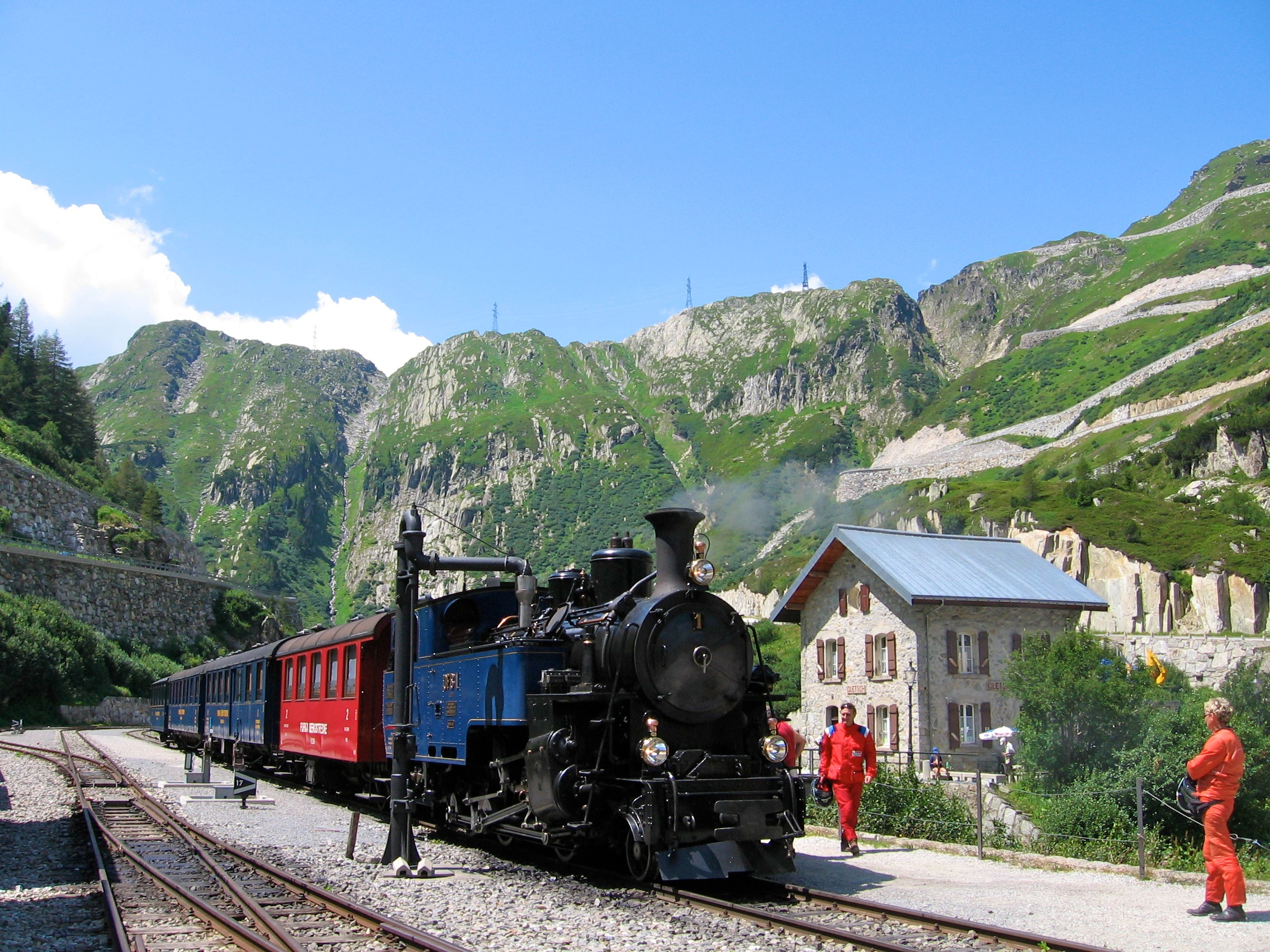
locomotiva DFB, n.1 Furkahorn in stazione a Gletsch

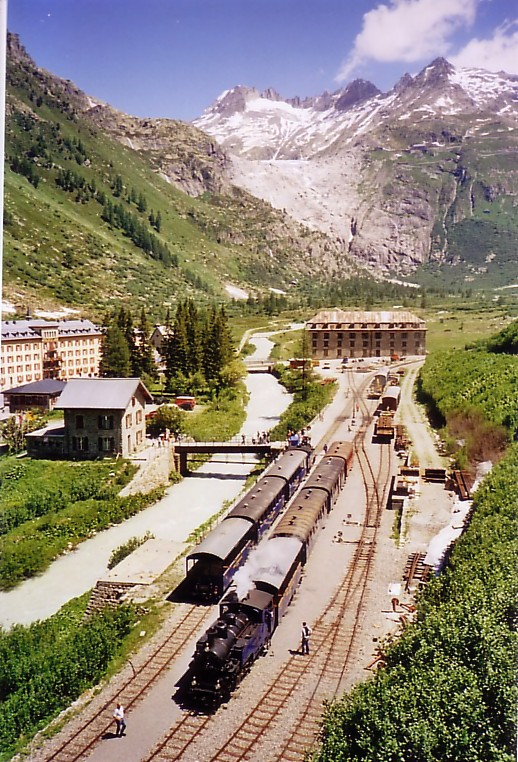
Vista panoramica della stazione di Gletsch

| Continuation backward |

| Station on track |

| Head station | Straight track |  |

| Unknown route-map component "KRWl" | Unknown route-map component "KRWg+r" + Unknown route-map component "ABZgl" | Unknown route-map component "CONTfq" |

| Non-passenger station/depot on track |

| Level crossing |

| Unknown route-map component "hKRZWae" |

| Enter and exit short tunnel |

| Enter and exit short tunnel |

| Enter and exit short tunnel |

| Unknown route-map component "hSTRae" |

| Stop on track |

| Unknown route-map component "hKRZWae" |

| Unknown route-map component "STRo" |

| Station on track |

| Unknown route-map component "tSTRa" |

| Unknown route-map component "tSTR+GRZq" |

| Unknown route-map component "tSTRe" |

| Stop on track |

| Level crossing |

| Level crossing |

| Station on track |

| Level crossing |

|  |  | Unknown route-map component "tSTR2a" | Unknown route-map component "tSTR3+l" + Unknown route-map component "tÜWu3" | Unknown route-map component "tSTR+r" |

|  |  | Unknown route-map component "tSTR+1e" + Unknown route-map component "tÜWu1" | Unknown route-map component "tSTRl+4" | Unknown route-map component "tSTRr" |

| Unknown route-map component "hKRZWae" |

| Unknown route-map component "STRo" |

| Unknown route-map component "hKRZWae" |

| Unknown route-map component "tSTR+l" | Unknown route-map component "KRZt" | Unknown route-map component "tCONTfq" |

| Unknown route-map component "tSTRe@f" | Level crossing |  |

| Unknown route-map component "KRWl" | Unknown route-map component "KRWgl" + Unknown route-map component "KRWg+r" | Unknown route-map component "KRW+r" |

|  | Straight track | End station |

| Station on track |

| Continuation forward |

## Galleria d'immagini

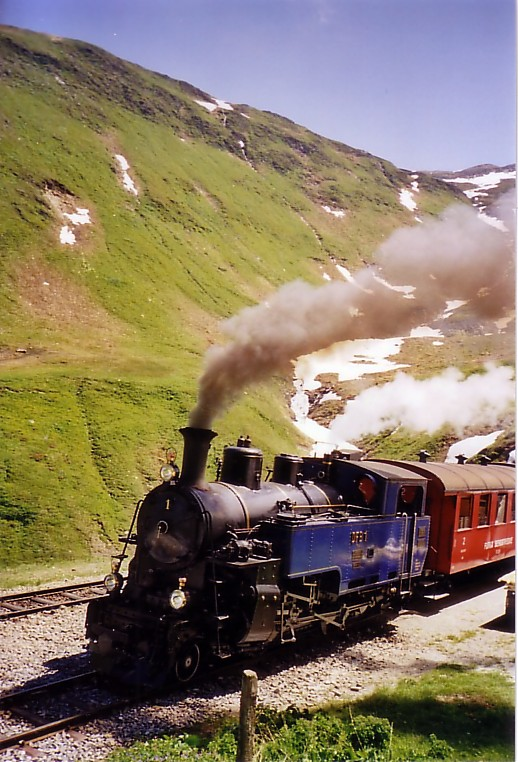
locomotiva DFB in stazione di Furka
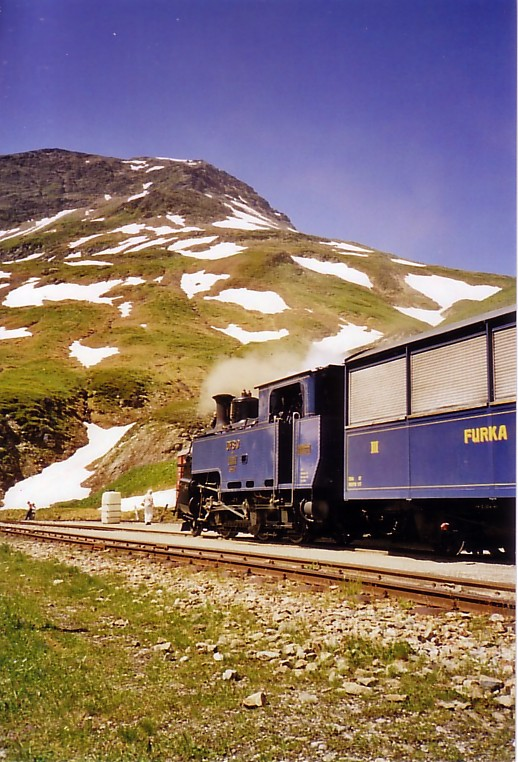
treno a vapore, DFB in Stazione di Furka a 2160m, nel luglio 2006.
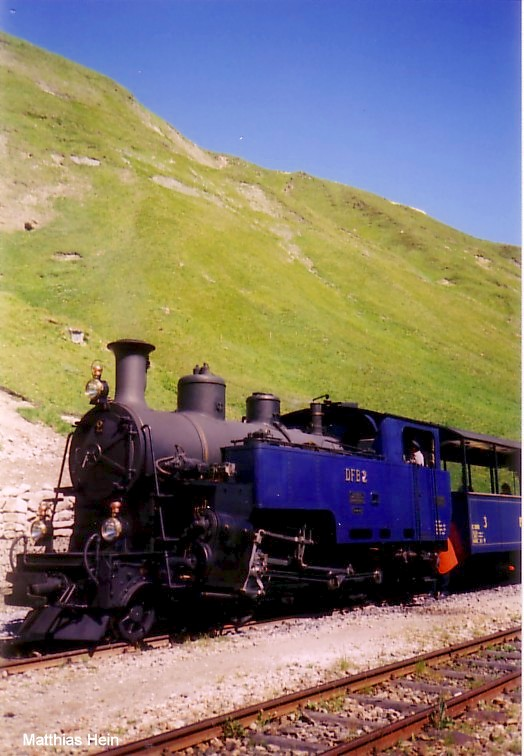
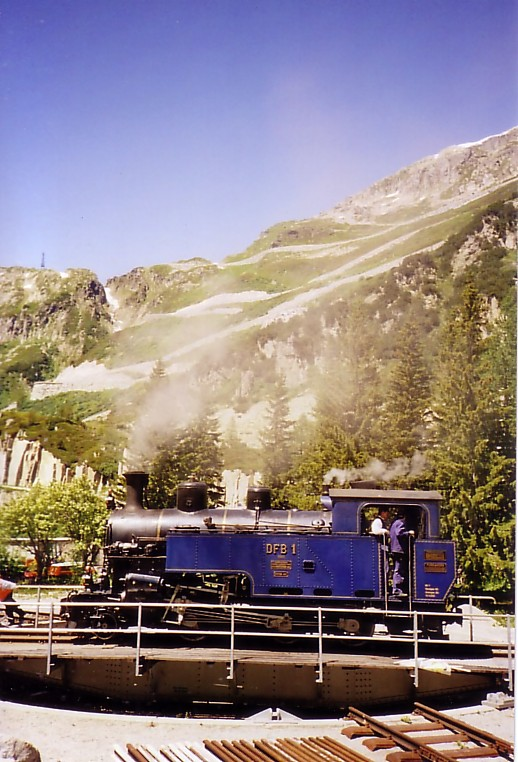
La n.1 sulla piattaforma girevole in stazione di Gletsch
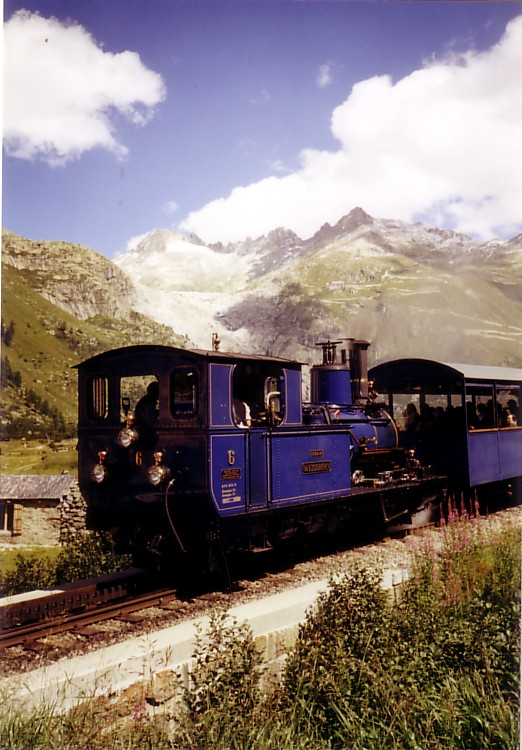
Locomotiva Weisshorn
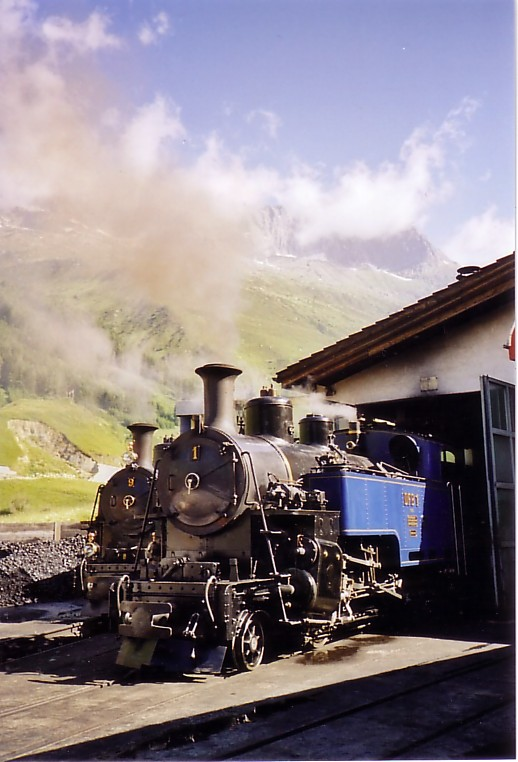
HG 3/4 al deposito locomotive di Realp
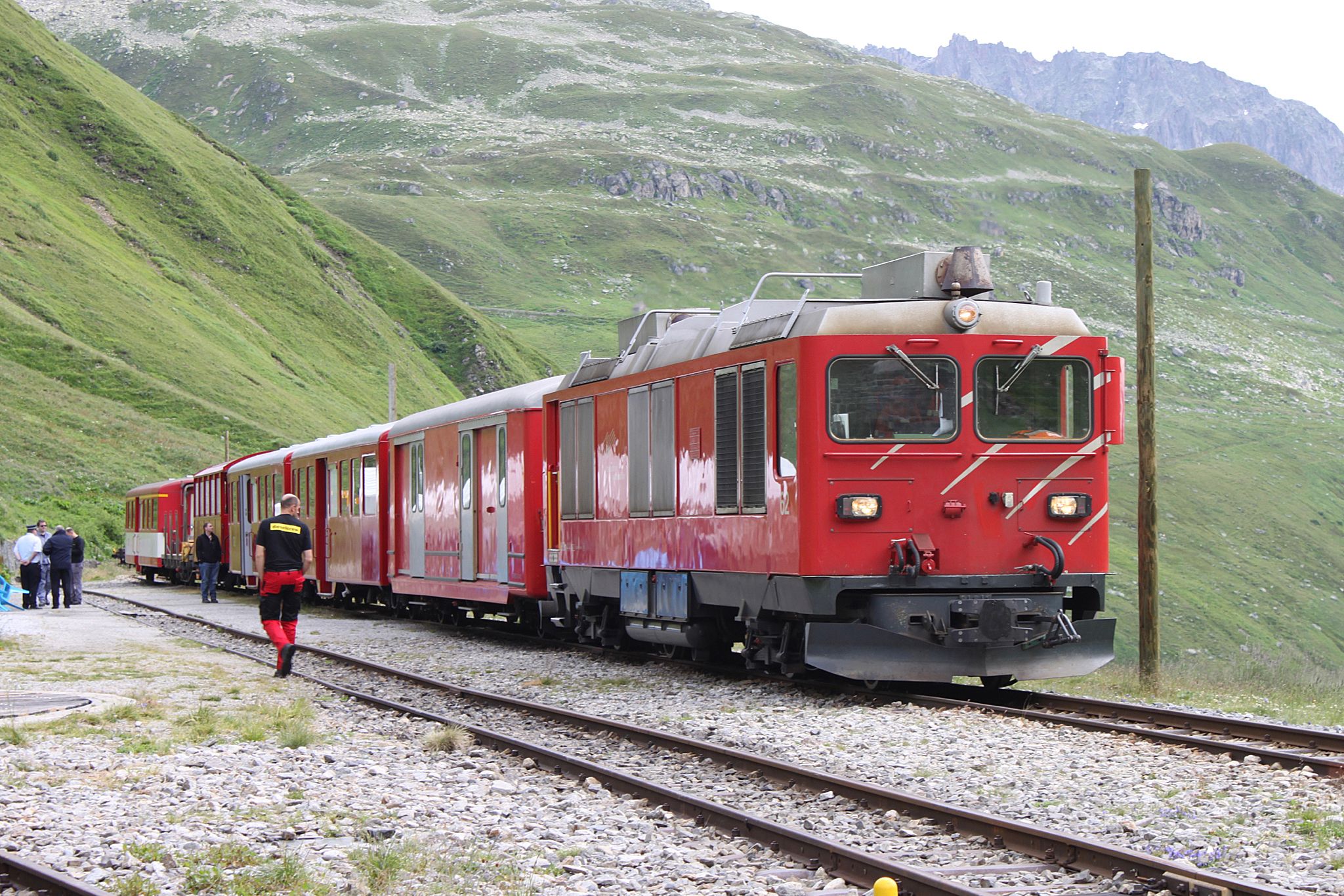
Convoglio a trazione Diesel in sosta alla stazione di Furka.